# Campionato europeo maschile under 20 di pallavolo 1969
Il campionato europeo juniores di pallavolo maschile 1969 si è svolto dal 27 settembre al 6 ottobre 1969 a Tallinn e Riga, in Unione Sovietica. Al torneo hanno partecipato 17 squadre nazionali europee e la vittoria finale è andata per la seconda volta consecutiva all'Unione Sovietica.

## Regolamento
Le diciassette squadre sono state divise in sei gironi da tre squadre, eccetto il girone F dove sono state inserite due squadre: dopo la prima fase, la prima classificata di ogni girone ha acceduto al girone per il primo posto, la seconda classificata di ogni girone ha acceduto al girone per il settimo posto mentre la terza classificata di ogni girone ha acceduto al girone per il tredicesimo posto.

## Gironi
| Girone A                             | Girone B                       | Girone C                      | Girone D                    | Girone E                  | Girone F           |
| ------------------------------------ | ------------------------------ | ----------------------------- | --------------------------- | ------------------------- | ------------------ |
| Paesi Bassi Turchia Unione Sovietica | Belgio Bulgaria Germania Ovest | Cecoslovacchia Polonia Spagna | Francia Germania Est Svezia | Finlandia Italia Ungheria | Jugoslavia Romania |

## Classifica finale
| Classifica | Squadre          |
| ---------- | ---------------- |
|            | Unione Sovietica |
|            | Bulgaria         |
|            | Romania          |
| 4          | Italia           |
| 5          | Germania Est     |
| 6          | Cecoslovacchia   |
| 7          | Polonia          |
| 8          | Francia          |
| 9          | Jugoslavia       |
| 10         | Belgio           |
| 11         | Ungheria         |
| 12         | Paesi Bassi      |
| 13         | Germania Ovest   |
| 14         | Finlandia        |
| 15         | Spagna           |
| 16         | Turchia          |
| 17         | Svezia           |